# ČKD Tatra
ČKD Tatra n.p., fino al 1963: Vagonka Tatra Smíchov n.p., fu un costruttore di materiale rotabile della Cecoslovacchia. Su decisione del Consiglio di mutua assistenza economica (COMECON) l'azienda fu convertita alla produzione di tram.

## Storia
ČKD Tatra nasce nel 1946 come Vagonka Tatra Smíchov n.p. parte della azienda di Stato Ringhoffer-Tatra AG, originaria dalla Ringhoffer-Werke. I prodotti dell'epoca furono locomotive, tender, carrozze. Nel secondo dopoguerra il prodotto di punta fu il vagone saloon per Josef Stalin.
Nel 1949 l'azienda produce su licenza il tram tipo PCC americano. Il primo tram prodotto nel 1951 fu il Tatra T1. L'azienda si specializzo quindi in vagoni tranviari. Fornitore della parte elettrica fu la praghese ČKD. La produzione fu costituita anche da vagoni ferroviari per la ČSD. Dal 1963 la società diventò ČKD Tatra n.p. parte della ČKD.
Sulla base di una iniziativa della Dresdner Verkehrsbetriebe e un accordo del 10 luglio 1965 dal 1967 iniziò la fornitura di tram e impianti per la DDR. L'azienda divenne il principale fornitore di tram per il blocco orientale.
Sul finire degli anni '60 la ČKD Tatra sviluppò un veicolo per la metropolitana di Praga. Mentre erano in corso i collaudi delle vetture prototipo, soprattutto a causa di forti pressioni dall’Unione Sovietica queste furono accantonate (ed anni dopo rottamate) e la produzione di serie non ebbe mai inizio, sostituita dall’acquisto di convogli di produzione sovietica, dal peso nettamente superiore e concezione più tradizionale.
Alla metà degli anni '80 la fabbrica era troppo piccola e obsoleta per nuove costruzioni ferroviarie, e venne chiuso il sito praghese nel quartiere Zličín. Nel 1996 al completamento della nuova fabbrica, il mercato dell'est europeo era divenuto povero. La fabbrica a Smíchov fu demolita, le facciate della sede divennero sede di un centro commerciale. Nello stabilimento di Zličín fu chiusa ogni attività di materiale rotabile. La ČKD Tatra divenne ČKD Dopravní systemý a.s.
Nel gennaio 2000 la ČKD Dopravni systemy a.s. cadde in insolvenza. Nell'anno 2001 fu acquisita dalla Siemens AG. La denominazione societaria fu Siemens kolejová vozidla s r.o. parte della Siemens Transportation Systems. Oggi l'azienda risulta parte di Public Transit di Siemens Mobility.
La Tramvaje Tatra divenne parte nel 2001 della Aliance TW, rimanendo attiva nella riparazione-manutenzione come Krnovské opravny a strojírny s.r.o. (KOS) di Krnov e dell'ufficio tecnico praghese VKV Praha s.r.o. e della Pragoimex a.s.

## Tram
I prodotti dell'azienda come tram vanno dal 1951 al 1997, esportati nei paesi del blocco orientale. Fino agli anni '60 l'azienda costruì carrozze per la ČSD.

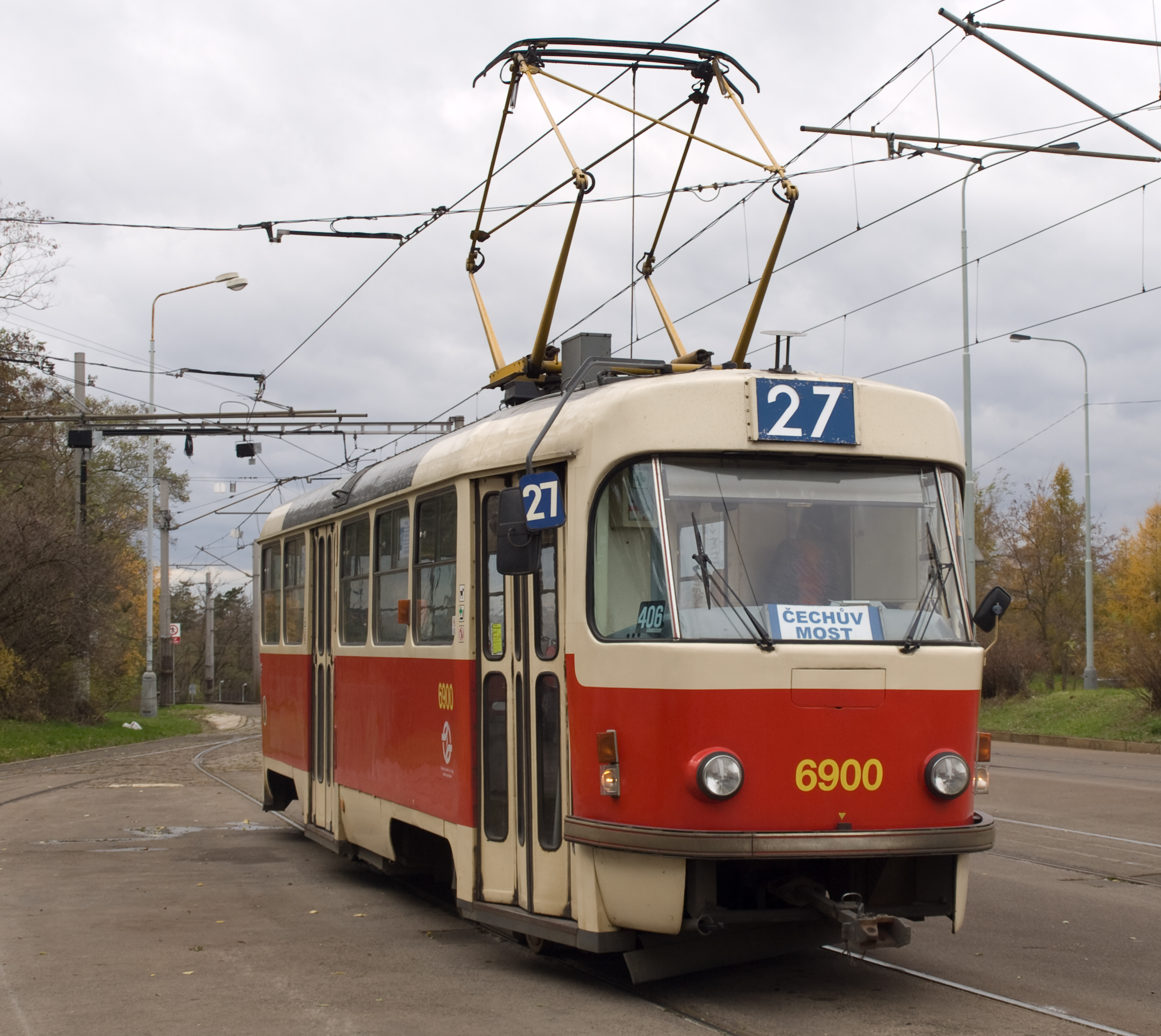
Tatra T3, con 13.991 esemplari è il tram più commercializzato al mondo di sempre
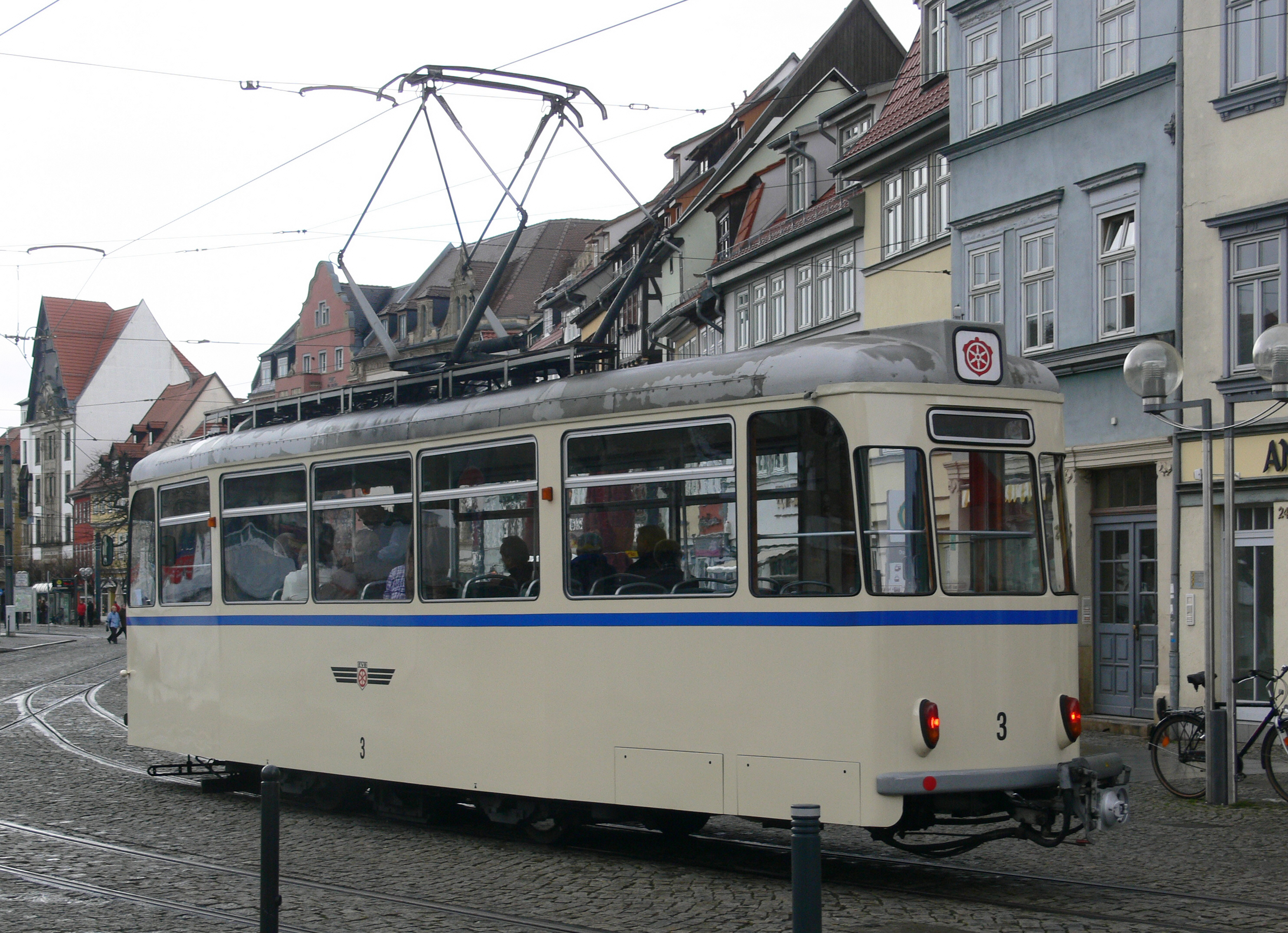
Tra il 1967 e 1968 per la DDR venne costruito il Gothawagen T2-62, Gothawagen
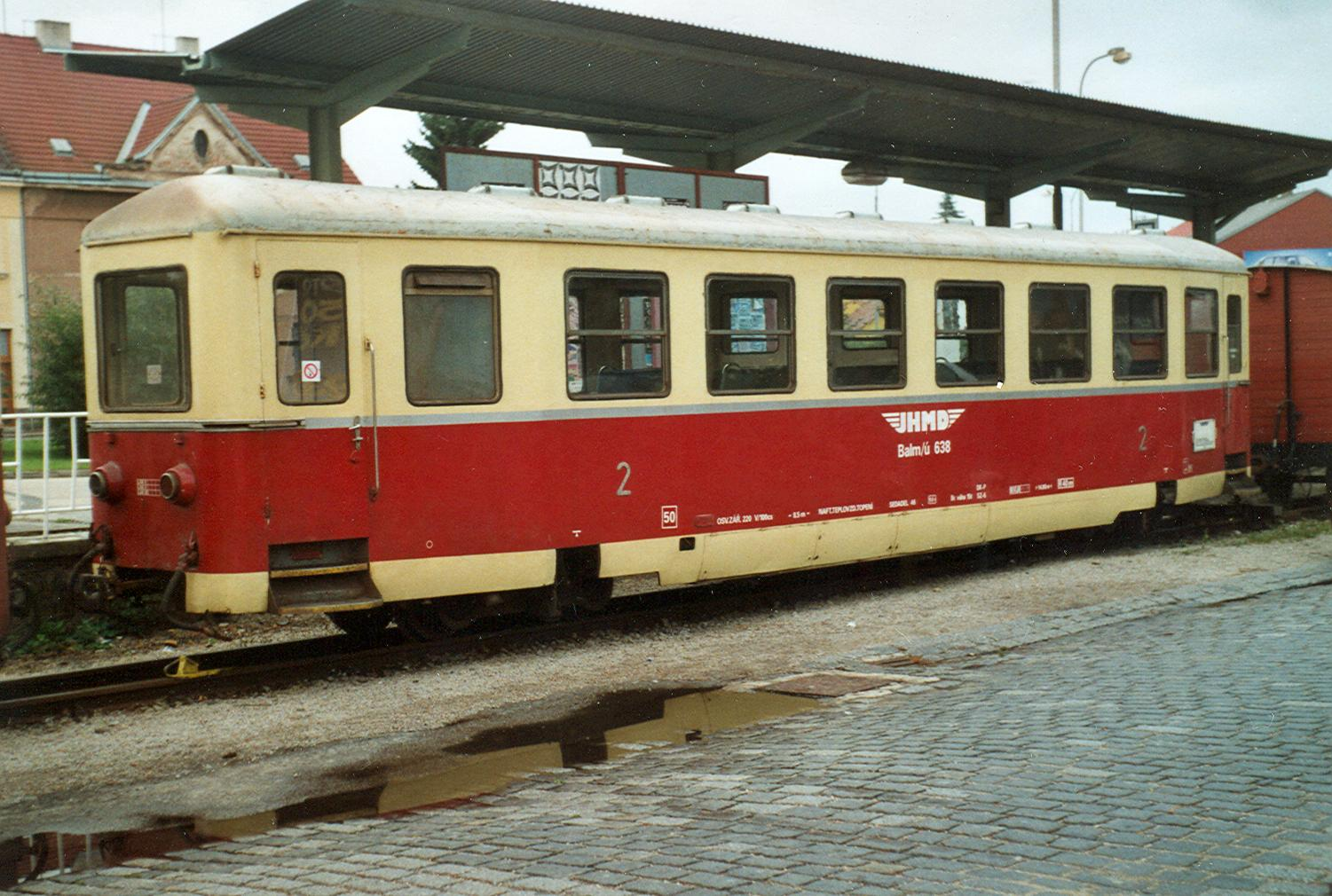
Carrozza della ČSD
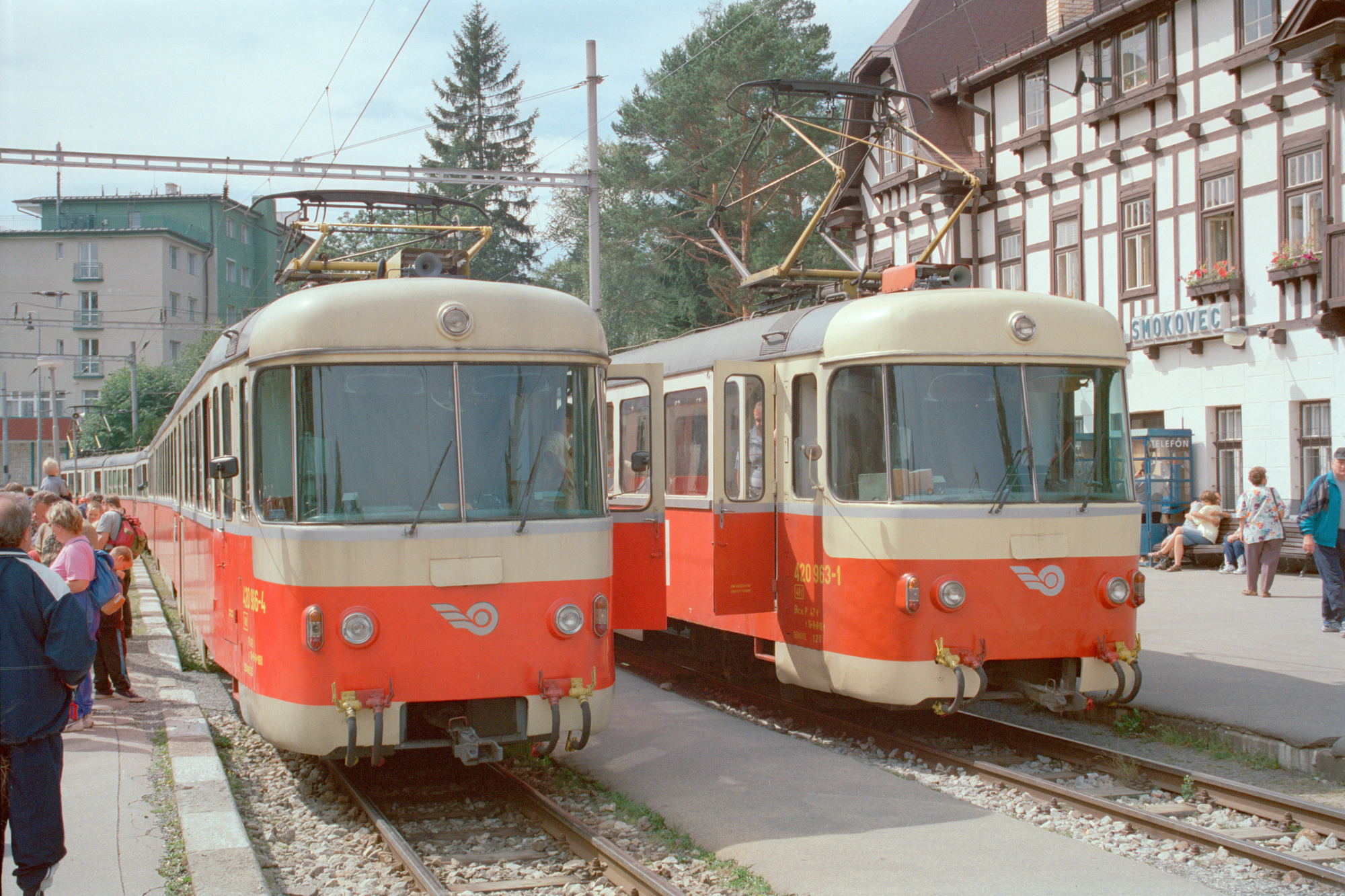
ČSD Serie EMU 89.0 della Ferrovia elettrica dei Tatra
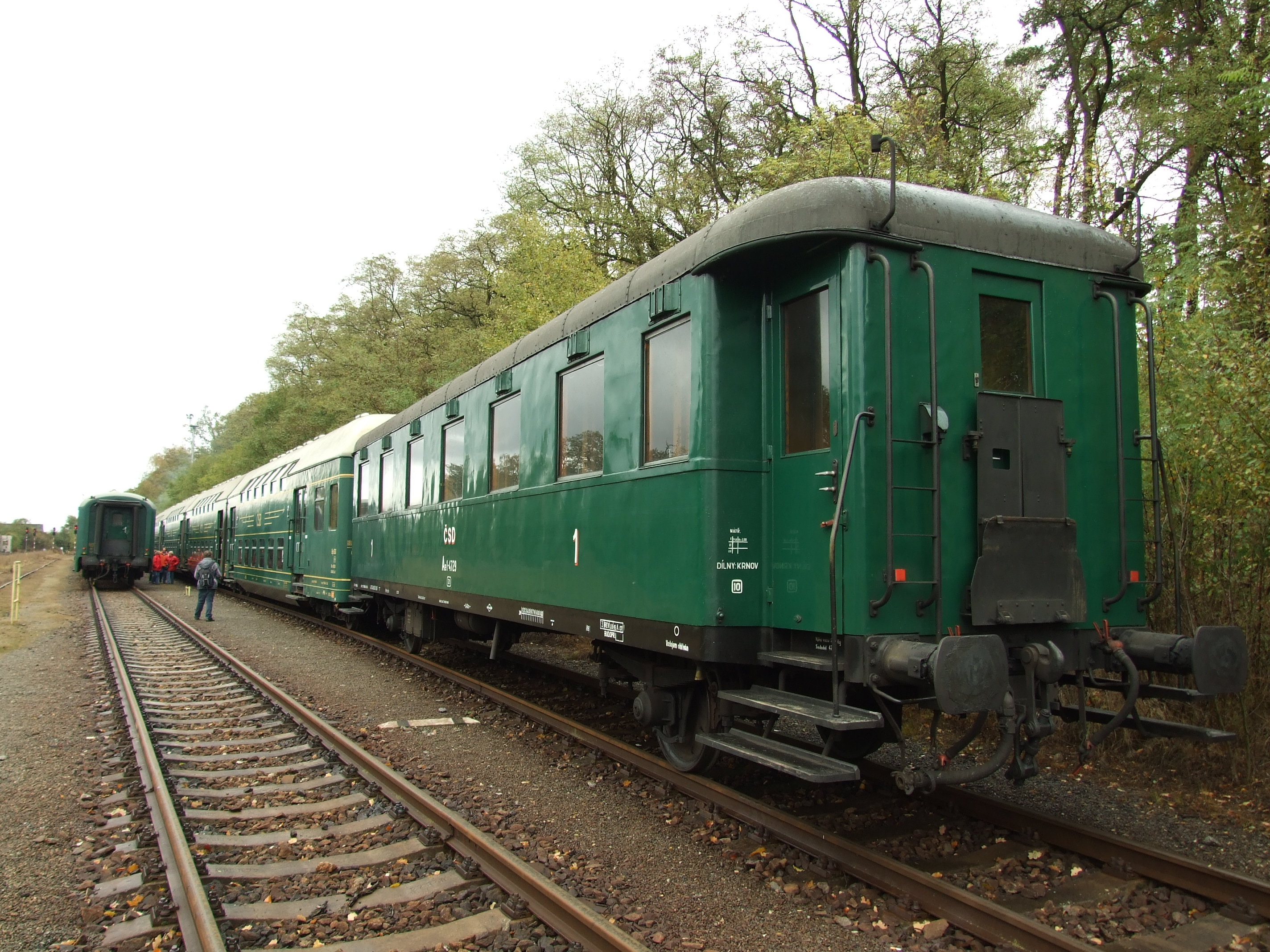
Carrozza „Rybák“ per la ČSD